# Distretto di Kubang Pasu
Il distretto di Kubang Pasu è un distretto della Malaysia, fa parte dello stato del Kedah e il suo capoluogo è Jitra.